# Sahneh
Sahneh (farsi صحنه) è il capoluogo dello shahrestān di Sahneh, circoscrizione Centrale, nella provincia di Kermanshah. Aveva, nel 2006, una popolazione di 34.133 abitanti.